# ヴェステル カラエル
ヴェステル カラエル
- 分類：無人航空機/UCAV
- 製造者：Lentatek（英語版）
- 運用者：トルコ軍,サウジアラビア軍
- 初飛行：2014年4月30日
- 生産数：16機以上 (2021年8月時点)

ヴェステル カラエルは、Vestel Savunma (後にLentatekと改名)が開発した監視、偵察、戦闘無人航空機で、現在はトルコ軍とサウジアラビア軍によって運用されている。

## 設計
カラエルはNATO基準のSTANAG4671に従い設計され、新型の三重冗長性を備えた分散型アビオニクスを搭載している。これは様々な種類の問題に対する保護を保証し、これによりカライェルは、この有人航空機のみに使われていた系統的な安全システムを搭載した最初の無人航空機となった。機体は複合構造のアルミニウム製グリッドによる耐雷能力、着氷条件を自動的に検出して寒冷地での運用を可能にする除氷システム、昼夜を問わず標的を検出・識別・捕捉するレーザーセンサーとカメラ機能を搭載している。これらによりカライェルは空中の偵察・監視プラットフォームとして機能する。

## 仕様
諸元
- 乗員：無し
- 全長：6.5m
- 全幅：10.5m[4][5]

性能
- 最高速度：148km/h (80kt)
- 最大離陸重量：550kg
- 上昇限界：6,858m (22,500ft)
- 飛行可能時間:20時間

## カラエル-SU TUAV
カラエル-SUはカラエルの派生型で、より翼幅の長い翼と翼端板、各翼の下に2つのハードポイントを備える。翼下ペイロードは各ハードポイントに30kgずつの計120kgで、武装以外も搭載できる。また胴体にもペイロードベイがあり、こちらには50kgのカメラ等を搭載できる。

### 仕様
諸元
- 全長：6.50m
- 全幅：13.00m
- 全高：2.11m
- 最大離陸重量：630kg
- 翼下ペイロード：各ハードポイントに30kg,合計120kg
- 燃料搭載量：50kg
- エンジン出力：97馬力×1

性能
- 飛行速度：111~148km/h (60~80kt)
- 実用限界高度：5,486m (18,000ft)
- 上昇率：800m/分
- データリンク距離：150km
- 着陸距離：750m
- 滞空時間；20時間 (爆装無し), 12時間 (搭載量60kg以下), 8時間 (搭載量120kg)
- ナビゲーション：完全自律型または手動、日中カメラ(カラー)およびIR夜間カメラ
- その他：三重冗長性のアビオニクス、完全自律離着陸/飛行/着陸、複合主要構造を装備[7]

### その他の派生型
- DEV-KU-18 SATCOMを搭載したUAVターミナル機。[8]
- DEV-KA-12 SATCOMを搭載したUAVターミナル機。[9]

### 武装
- L-UMTAS長距離対戦車ミサイル[10]

- MAMミサイル：MAM-CおよびMAM-L精密誘導ミサイル[11][12][13]
- Roketsan Cirit 70mmミサイル[14]
- TUBITAK-SAGE Bozok レーザー誘導ロケット弾[15]
- TUBITAK-SAGE TOGAN81mm対地ロケット弾[16][17][18]

## 運用国
- サウジアラビア - カラエル6機を運用中で、2021年以降さらに40機が配備される予定[19][20][1]
- トルコ - カラエル-SU-TUAV-SOTM10機を運用[21][22]。

### 採用検討国
- ハンガリー - 2021年11月4日、パパ空軍基地で試験が行われた[23] 。またトルコ・ハンガリー・ドイツが共同で、ベケスカバでカラエルの派生型を製造する計画もある[24]。
- コソボ - コソボ治安部隊は2023年までにドローンカラエル3機購入する計画だで、その中には対空ミサイル、MAM-L対戦車ミサイル、MAM-Cレーザー誘導ミサイル、地上データ端末、地上管制局ツール、試験装置、 スペア部品と修理部品、出版物と技術文書、人材育成、トルコ政府と請負業者の技術サポート、補給サポートも含まれる。全体の契約額は約€25,000,000。

## 運用
- 2019年12月31日、サウジアラビアの主導のイエメン介入中、フーシ派戦闘員がサアダのラジ地区と紅海の港湾都市ホデイダでサウジアラビアの無人機を撃墜したと発表[25]。その後フーシ派は、紅海でのカラエルの撃墜と回収の映像を公開した[26][27]。
- 2021年1月6日、サウジアラビア主導のイエメン介入中、フーシ派勢力がアル・ジャウフ州アル・マハシマでヴェステル・カラエル無人機を撃墜した[28][29]。
- 2021年3月7日、別のカラエルがアル・ジャウフ州のアル・マラジクでフーシ派の防空システムによって撃墜され[30][31]、その後ドローンの残骸の映像が公開された[32]。
- 2022年5月21日、ハッジャ県でウェステル・カラエルの無人機1機がフーシ派戦闘員に撃墜され[33]、後にフーシ派は無人機の残骸の映像を公開した[34]。